# Naouirou Ahamada
Naouirou Ahamada, né le 29 mars 2002 à Marseille (Bouches-du-Rhône), est un footballeur franco-comorien qui évolue au poste de milieu défensif à Crystal Palace.

## Biographie

### Parcours en club

#### Avec les équipes de jeunes de la Juventus FC
Naouirou Ahamada arrive à la Juventus FC lors de l'été 2018 en provenance du Istres FC et s'entraîne avec le groupe professionnel quand celui-ci est dirigé par Massimiliano Allegri puis Maurizio Sarri.

#### Transfert à Crystal Palace
Le 31 janvier 2023, Naouirou Ahamada est transféré à Crystal Palace, en Premier League, pour un montant supérieur à dix millions d'euros. Le 4 février suivant, il participe à sa première rencontre avec son nouveau club en remplaçant Cheick Doucouré en fin de partie lors d'un match contre Manchester United à Old Trafford (défaite, 2-1).

##### Prêt au Stade rennais FC
Le 30 août 2024, lors du dernier jour du mercato estival, Naouirou Ahamada est prêté avec option d'achat au Stade rennais FC,,.

## Statistiques
| Saison                | Club                    | Championnat           | Championnat | Championnat | Championnat | Coupe(s) nationale(s) | Coupe(s) nationale(s) | Coupe(s) nationale(s) | Total | Total | Total |
| Saison                | Club                    | Division              | M.          | B.          | P.d.        | M.                    | B.                    | P.d.                  | M.    | B.    | P.d.  |
| 2020-2021             | VfB Stuttgart           | Bundesliga            | 6           | 0           | 0           | -                     | -                     | -                     | 6     | 0     | 0     |
| 2021-2022             | VfB Stuttgart           | Bundesliga            | 3           | 0           | 0           | 1                     | 0                     | 0                     | 4     | 0     | 0     |
| 2022-2023             | VfB Stuttgart           | Bundesliga            | 17          | 2           | 2           | 1                     | 0                     | 0                     | 18    | 2     | 2     |
| Sous-total            | Sous-total              | Sous-total            | 26          | 2           | 2           | 2                     | 0                     | 0                     | 28    | 2     | 2     |
| 2022-2023             | Crystal Palace          | Premier League        | 8           | 0           | 0           | -                     | -                     | -                     | 8     | 0     | 0     |
| 2023-2024             | Crystal Palace          | Premier League        | 20          | 0           | 0           | 3                     | 0                     | 0                     | 23    | 0     | 0     |
| Sous-total            | Sous-total              | Sous-total            | 28          | 0           | 0           | 3                     | 0                     | 0                     | 31    | 0     | 0     |
| 2024-2025             | Stade rennais FC (prêt) | Ligue 1               | 3           | 0           | 0           | 2                     | 0                     | 0                     | 5     | 0     | 0     |
| Total sur la carrière | Total sur la carrière   | Total sur la carrière | 57          | 2           | 2           | 7                     | 0                     | 0                     | 64    | 2     | 2     |